# Wikariat apostolski Harar
Wikariat apostolski Harar – jednostka podziału administracyjnego Kościoła katolickiego w Etiopii. Powstała w 1846 jako wikariat Galla. Pod obecną nazwą od 1937.

## Biskupi
- Guglielmo Massaia, O.F.M.Cap. † (1846–1880)
- Louis-Taurin Cahagne, O.F.M.Cap. † (1880–1899)
- André-Marie-Elie Jarosseau, O.F.M.Cap. † (1900–1937)
- Leone Giacomo Ossola, O.F.M.Cap. † (1937–1943)
- Urbain-Marie Person, O.F.M.Cap. † (1955–1981)
- Woldetensaé Ghebreghiorghis, O.F.M.Cap., (1992–2016)
- Angelo Pagano, O.F.M.Cap., od 2016